# Klaus Mäkelä
Klaus Mäkelä, né le 17 janvier 1996 à Helsinki, est un chef d'orchestre et violoncelliste finlandais.

## Biographie
À l’âge de 12 ans, Klaus Mäkelä étudie la direction d'orchestre à l'Académie Sibelius avec Jorma Panula et le violoncelle avec Marko Ylönen, Timo Hanhinen et Hannu Kiiski. Son intérêt pour la direction d’orchestre s’affirme à l'âge de 7 ans lorsqu’il chante au sein du chœur de l’Opéra national de Finlande. Dès son plus jeune âge, il se produit également comme violoncelliste soliste, notamment aux côtés de différents orchestres finlandais.
Après avoir été invité à diriger l'Orchestre symphonique de la radio suédoise en septembre 2017, l'orchestre le nomme en décembre chef principal invité. Depuis 2018, il est aussi artiste associé du Tapiola Sinfonietta et depuis 2019, directeur artistique du festival de musique de Turku. En mai 2018, il est invité à diriger l'Orchestre philharmonique d'Oslo, lequel le nomme chef d'orchestre principal pour les trois saisons suivantes.
La saison 2018-2019 est celle de la reconnaissance internationale de Klaus Mäkelä qui fait des débuts remarqués à l’Orchestre symphonique de Bamberg, à l’Orchestre national de Lyon, à l’Orchestre symphonique de la Radio de Francfort et, en juin 2019, à l’Orchestre de Paris. Il dirige également, en tournée en Chine, l’académie Karajan de l'Orchestre Philharmonique de Berlin. Bruno Monsaingeon réalise son portrait filmé intitulé Vers la Flamme diffusé le 21 avril 2024 sur Arte. 
L'Orchestre de Paris le nomme conseiller musical pour les saisons 2020-2022 et directeur musical à partir de septembre 2021, pour cinq saisons, succédant ainsi à Daniel Harding.
À partir de la saison 2022-2023, Mäkelä est nommé à l'Orchestre royal du Concertgebouw d'Amsterdam (Koninklĳk Concertgebouworkest Amsterdam en néerlandais) avec le titre de « partenaire artistique » en vue de sa nomination au poste de chef d'orchestre principal en 2027. Son contrat court jusqu'en 2032,.
En 2024, il est nommé directeur musical de l'Orchestre symphonique de Chicago à partir de septembre 2027.

## Contexte familial
Mäkelä est né dans une famille de musiciens. Son père est le violoncelliste Sami Mäkelä, sa mère la pianiste Taru Myöhänen-Mäkelä. Son grand-père Tapio Myöhänen est violoniste et altiste. Sa sœur cadette Ellen Mäkelä danse dans le ballet national de Finlande.

## Enregistrements
- Klaus Mäkelä est le premier chef d'orchestre à enregistrer l’intégrale des symphonies de Sibelius avec l'Orchestre philharmonique d'Oslo. Cette édition comprend les 7 symphonies du compositeur, y compris le poème symphonique Tapiola et les fragments de la huitième symphonie 'perdue'. 2022, Decca.
- Il enregistre Le Sacre du printemps, l'Oiseau de feu et Petrouchka de Stravinsky ainsi que Jeux et Prélude à l'Après-midi d'un faune de Debussy avec l'Orchestre de Paris. 2023 et 2024, Decca.
- Klaus Mäkelä dirige Ravel, Debussy et Bartók avec Yuja Wang et l'Orchestre de Paris, disponible sur Arte[8].

- Filmé par Bruno Monsaingeon en 2024 : Vers la flamme[9] sur Arte